# Verseilles-le-Haut
Verseilles-le-Haut település Franciaországban, Haute-Marne megyében. Lakosainak száma 48 fő (2022. január 1.). Verseilles-le-Haut Brennes, Longeau-Percey, Orcevaux, Verseilles-le-Bas és Villegusien-le-Lac községekkel határos.

## Népesség
A település népessége az elmúlt években az alábbi módon változott:
| Lakosok száma | 22   | 13   | 11   | 43   | 49   | 47   | 48   | 49   | 50   | 48   |
|               | 1968 | 1982 | 1990 | 2006 | 2013 | 2015 | 2017 | 2019 | 2020 | 2022 |